# Пентеконтаетија
Пентеконтаетија (грч. πεντηκονταετία – педесет година) период је историје Старе Грчке од битке код Платеје 480. п. н. е. до почетка Пелопонеског рата 431. п. н. е. Означава период атинске хегемоније у Грчкој. Термин је први употребио историчар Тукидид у својој Историји Пелопонеског рата. Пентеконтаетија је период успона демократије, нарочито у време владавине Периклеа.

## Преглед догађаја
Поразом Персијанаца у биткама код Саламине, Платеје и Микале отклоњена је непосредна опасност по грчке полисе. Сада су Атињани повели борбу за ослобођење свих грчких градова (у Јонији и на острвима) од персијске власти. Спарта која није располагала јачом флотом, била је заинтересована за вођење рата само дотле док Персијанци нису истерани из Хеладе. Потом одбија да настави са ратом. Вођство преузима Атина која 478. п. н. е. оснива Делски савез, коалицију створену ради заједничке борбе против Персијског царства. Савез је убрзо успоставио хегемонију над Егејским морем. Атина је, временом, почела да своју политику намеће чланицама савеза. Чланови су били дужни да плаћају форос који се од 454. године сливао у атинску благајну. Атина је њиме располагала својевољно. Атина је захваљујући том новцу постала водећа сила у Грчкој. Истовремено се атинска демократија развијала и постала оно што данас зовемо радикалном демократијом. Између 460. и 445. године Атина се борила са коалицијом грчких полиса предвођених Пелопонеским савезом. Тај рат познат је под називом Први пелопонески рат и завршен је Тридесетогодишњим миром који је трајао до краја Пентеконтаентије тј. до почетка Пелопонеског рата 431. п. н. е.
Узрок избијања Пелопонеског рата јесте страх Спарте од све већег јачања Атине. Тридесетогодишњи мир прекинут је нападом Коркире (атинског савезника) на Потидеју и Мегарска псефизма. Пелопонески рат је избио 431. п. н. е.